# Photobox
Photobox est une entreprise spécialisée dans l'impression photo en ligne sur tous supports.

## Historique
Société fondée en 1999 en France sous le nom de Photoways, son activité sera réellement lancée en 2000. L’entreprise a depuis été élue plusieurs fois « site photo préféré des Français ». Le siège social est basé en région parisienne à Sartrouville. Le groupe possède plus de 30 millions de membres.
En 1999, deux projets distincts lancés par deux entrepreneurs en France (Michel de Guilhermier et Martin Génot) et deux entrepreneurs en Angleterre (Graham Hobson et Mark Chapman) voient le jour. En France, Photoways est alors une start-up naissante. Son « garage » est installé rue de Turbigo à Paris, où sont développées les photos numériques. Les commandes des clients sont déposées chaque soir à la Poste la plus proche. Pour faire face à un succès croissant, les locaux seront progressivement déménagés en dehors de Paris. Ils sont maintenant basés à Sartrouville.
En avril 2006, les entités Photoways et Photobox fusionnent et décident de garder le nom Photobox. En 2013-2014, Photobox réalise un CA de 208,8 millions d’Euros et le groupe enregistre une croissance supérieure à 18 %. Son président est Stanislas Laurent, diplômé de la Harvard Business School et de l’ESCP, et ex-Directeur Général d’AOL Europe.

### Levées de fonds et acquisition
La société est détenue majoritairement par les fonds de capital-risque Insight Venture Partners, Quilvest Ventures, Greenspring Associates, Index Ventures, Highland Capital et HarbourVest. Photobox a notamment levé 24 millions d’euros en 2005 et 10 millions d’euros en 2007. En juillet 2011, Photobox lève 83 millions d’euros afin d’acquérir le site Moonpig.com et en juin 2014, le Groupe obtient une facilité de crédit de 60 millions € renouvelable sur quatre ans pour financer de prochaines acquisitions. En décembre 2014, Photobox acquiert Hofmann, leader en Espagne dans la production de Livres Photo. 

### Identité visuelle

Ancien Logo.
Logo à partir de 2013.
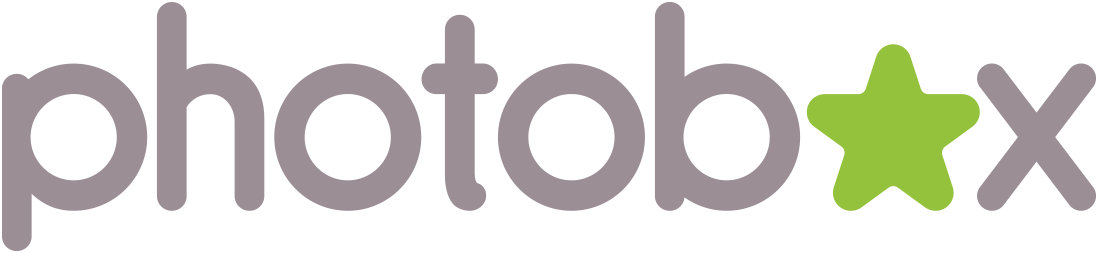
Depuis 2014.